# Hình trụ tròn
Hình trụ tròn là một loại hình học không gian cơ bản được giới hạn bởi mặt trụ và hai đáy là hai đường tròn bằng nhau. Từ này thường được dùng để chỉ hình trụ thẳng tròn xoay được tạo ra bằng cách quay hình chữ nhật quanh một cạnh cố định. Giả sử hình chữ nhật có tên là ABCD, CD là một cạnh cố định, khi đó:
- DA và CB quét nên hai đáy của hình trụ, là hai hình tròn bằng nhau và song song, tâm hai đường tròn lần lượt là D và C.
- Mặt xung quanh của hình trụ được quét nên bởi cạnh AB. Mỗi vị trí của AB được gọi là một đường sinh.
- Các đường sinh vuông góc với hai mặt phẳng đáy (2 hình tròn).
- Độ cao của hình trụ là độ dài của trục hình trụ (cạnh DC) hoặc độ đường sinh.

## Phương trình
Phương trình Descartes của hình trụ tròn là:
{\displaystyle \left({\frac {x}{a}}\right)^{2}+\left({\frac {y}{a}}\right)^{2}=1}

## Thể tích, diện tích xung quanh và toàn phần
Thể tích được tính bằng diện tích đáy nhân với chiều cao. Nếu một hình trụ tròn có bán kính đáy là r và chiều cao h thì thể tích được tính bằng:
{\displaystyle V=\pi r^{2}h\,}
Diện tích toàn phần là:
{\displaystyle A=2\pi r^{2}+2\pi rh=2\pi r(r+h)\,}
Diện tích xung quanh:
{\displaystyle A=2\pi rh\,}